# I dina drömmar
I dina drömmar (engelska: In Your Dreams) är en amerikansk animerad komedifilm som har premiär på Netflix i 7 november 2025. Filmen är regisserad av Alexander Woo och Erik Benson efter ett manus som de skrivit tillsammans med Stanley Moore.

## Handling
Filmen handlar om Stevie och hennes lillebror Elliot ger sig ut på en otrolig resa i sina drömmars besynnerliga värld för att be John Blund att uppfylla deras önskan om en perfekt familj.

## Rollista (i urval)
- Simu Liu - pappa
- Craig Robinson - Baloney Tony
- Cristin Milioti - mamma
- Jolie Hoang-Rappaport - Stevie
- Elias Janssen - Elliot
- Gia Carides - Nightmara
- Omid Djalili - Sandman
- SungWon Cho - Chad